# Orígenes del rock argentino

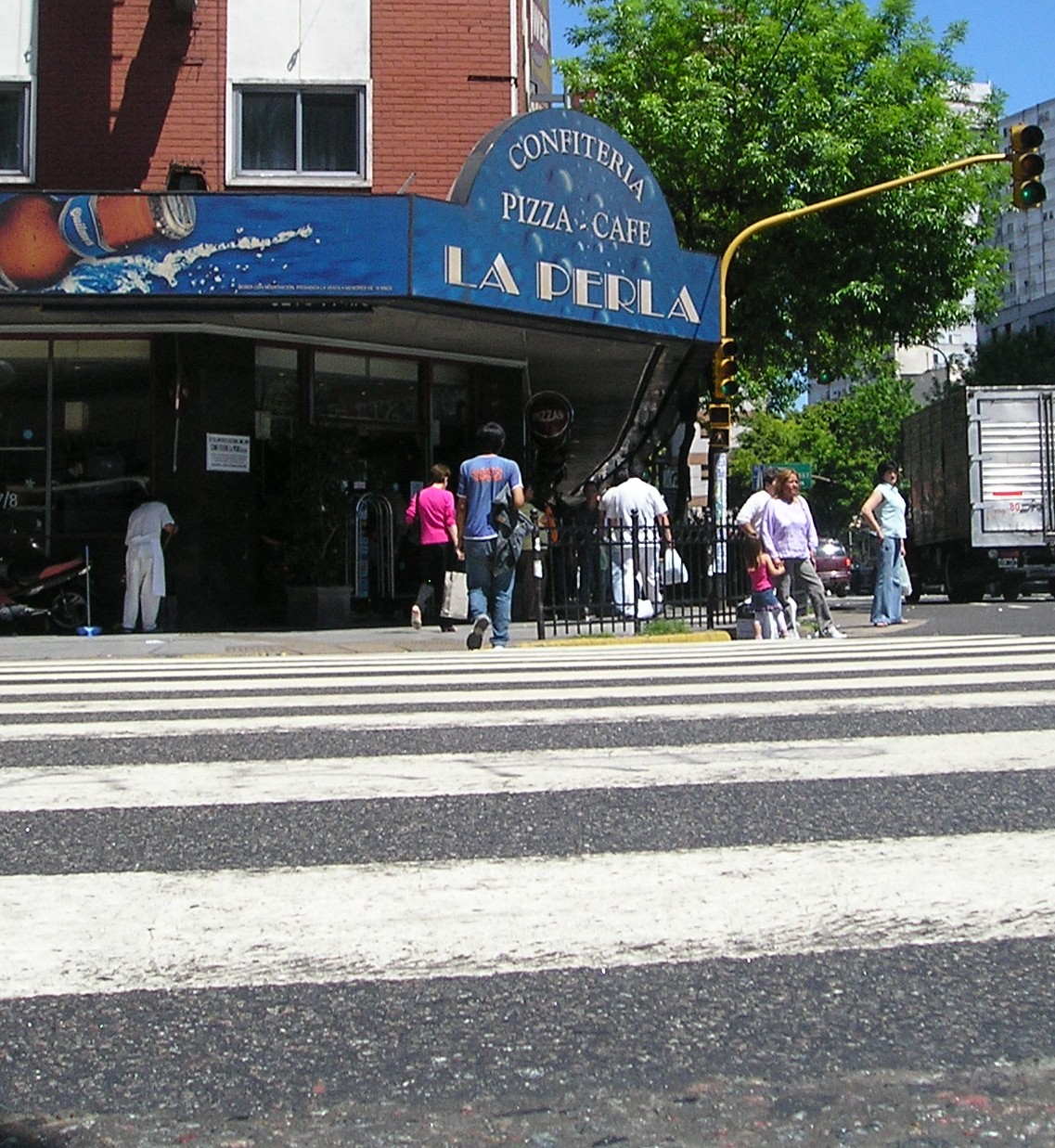
La Perla del Once, el desaparecido bar que en 1966-1967 fue uno de los puntos de encuentro de los músicos que dieron origen al llamado "rock nacional".

Los orígenes del rock argentino abarcan desde las primeras manifestaciones del rock and roll en Argentina (1956), luego de su nacimiento en Estados Unidos en 1954-1955, hasta el surgimiento del llamado «rock nacional» o «rock progresivo» argentino (en 1965-67) y su consolidación a mediados de la década de 1970, hasta la dictadura militar que tomó el poder en 1976.
Argentina se destacó por desarrollar desde muy temprano (1956) un considerable movimiento de rock en español, con características propias y bajo rótulos como "shake" y "beat", con figuras de fama internacional como Eddie Pequenino, Los Cinco Latinos, Billy Cafaro, Sandro y Los de Fuego, entre otros.
Pero lo que caracteriza al rock de Argentina es lo que en ese país se denomina «rock nacional», o «rock progresivo», un subgénero del rock que apareció en la segunda mitad de la década de 1960, con características musicales originales y abordando las temáticas que preocupaban a los jóvenes, que alcanzó masividad, con bandas fundadoras como Los Beatniks, Los Gatos, Almendra, Manal, Vox Dei, Arco Iris, Los Abuelos de la Nada, La Joven Guardia, Alma y Vida, Pedro y Pablo y Sui Generis. El rock nacional o rock progresivo de Argentina es uno de los principales antecedentes del movimiento cultural-musical continental que a partir de la década de 1980 comenzó a conocerse con el nombre de «rock latino».
Varios términos con significaciones equívocas y variaciones importantes de país a país se utilizan para denominar las expresiones artísticas que interpretan rock and roll en el mundo iberoamericano y latino. En este artículo se utilizan con el siguiente alcance:
- «Rock iberoamericano»: abarca todas las expresiones del rock and roll realizadas en los países de América Latina y España, por músicos nativos (incluyendo a Brasil y al rock cantado en inglés, así como cualquier otro idioma iberoamericano). Algunos investigadores, como Miguel Grinberg, consideran que el rock argentino no forma parte del rock iberoamericano, por haberlo trascendido.[1]
- «Rock latino»: abarca todas las expresiones de rock and roll realizadas en América Latina, el Caribe y la comunidad latina de los Estados Unidos, tanto en español, portugués o cualquier otro idioma latino. En sentido estricto se refiere a un movimiento cultural continental que apareció en la década de 1980.
- «Rock en español»: abarca todas las expresiones de rock and roll cantadas en español.
- «Rock argentino»: se refiere a todas las manifestaciones del rock en un sentido amplio realizadas en Argentina, en cualquier idioma y subgénero.
- «Rock nacional»: solo en Argentina. Se refiere al movimiento de «música progresiva» que hizo explosión en 1967 con La Balsa. Puede verse la precisión de su significado en el siguiente título.

## 1956-1966: La primera década del rock en Argentina

### La segunda mitad de los años 50
A mediados de la década de 1950 la Argentina transcurría el final de una etapa de extraordinaria expansión demográfica y económica que se extendió durante 70 años, con millones de inmigrantes de Europa y Medio Oriente (principalmente italianos y en segundo lugar españoles, pero también franceses, alemanes, rusos, polacos, irlandeses, británicos, sirios, libaneses...), que llegaron a superar ampliamente la población nativa, multiplicando en forma abrupta los habitantes iniciales del país (Argentina pasó de tener 0,12% al 0,57% de la población mundial). Ese proceso generó una sociedad netamente urbana, con una enorme clase media y luego una igualmente extensa clase obrera industrial, ambas sin parangón entre los países del Tercer Mundo, que mantenían tensas relaciones entre sí.
Culturalmente, en las décadas del 40 y del 50 el tango se había consolidado como música nacional y se había establecido como parte esencial de la identidad de la generación nacida entre 1920 y 1935, cuyos hijos serían sacudidos por el rock and roll y el movimiento juvenil contracultural de los años 60 y 70. La oposición tango-rock, sería uno de los códigos fundamentales del conflicto generacional en Argentina. Para la segunda mitad de la década de 1950 "el esplendor del tango empezaba a palidecer".

### La influencia inicial: Bill Haley

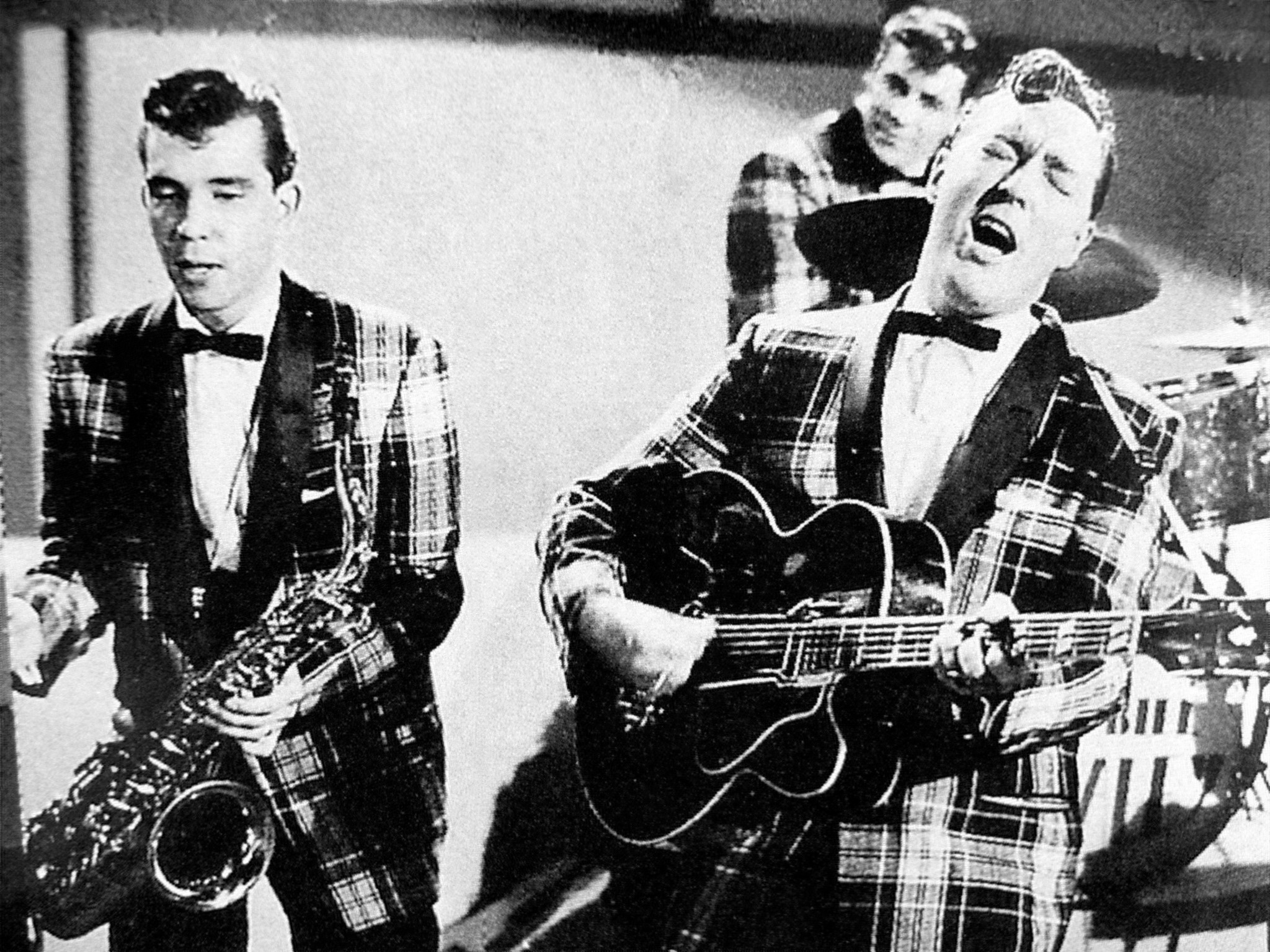
Bill Halley & his Comets participaron en películas que popularizaron el rock and roll en el mundo y en Argentina.

El rock and roll venía desarrollándose en Estados Unidos desde fines de la Segunda Guerra Mundial como un estilo popular desarrollado por músicos negros, a partir de la fusión del rhythm & blues, el country & western (folklore blanco) y el swing (jazz). Un importante hito en la popularización del nuevo género tuvo lugar en marzo de 1955, mes en el que se estrenó en EE. UU. la película Semilla de maldad (Blackboard Jungle) que mostraba en su primera escena a Bill Haley & his Comets tocando la canción Rock around the clock. La película fue muy controversial por el efecto que causaba la música en la juventud y se prohibió en varios países pero se estrenó en Argentina el 20 de diciembre de ese mismo año. Según Pipo Lernoud, el público bailaba en sus butacas, en los pasillos del cine y, al terminar las funciones, iban al Obelisco a bailar el nuevo ritmo.
El 30 de agosto de 1956 se estrenó la película "Al compás del reloj" (título original: "Rock Around the Clock", 1956), en la que Bill Haley y sus Cometas son las figuras centrales. En Buenos Aires la película causó furor. También se estrenó en otras ciudades del país. Los periodistas mendocinos Carlos y Jorge O. Campana en un notable artículo titulado El día que el rock and roll invadió Mendoza recuerdan así aquel día del verano del 1957, cuando Al compás del reloj se estrenó en Mendoza:

Cuando el centro se dislocó
Las calles Lavalle y San Martín se encontraban invadidas por los jóvenes. Las muchachas de 15 y 16 años, estaban tan excitadas que se trepaban a las persianas de los comercios y gritaban. Otros se abrían paso con sus automóviles. Algunos tenían casi como placer de amagar el choque. Esta alegría no terminó en el cine Cóndor sino que siguió en la plaza San Martín, en donde los rockeros terminaron su verdadera fiesta. Otra reunión rockera se llevó a cabo en las inmediaciones de la estatua de San Martín. Allí siguieron bailando sin parar hasta las cuatro de la mañana. Así, se realizó la primera manifestación masiva del rock en nuestra provincia. En aquel tiempo causó un impacto muy grande, que fue comentado y criticado por los medios de prensa y por un sector de la sociedad mendocina.

Debido al éxito se estrenó el 20 de febrero de 1957 en el país una segunda película de Bill Haley y sus Cometas, Don't Knock the Rock, estrenada con el título de "Celos y revuelos al ritmo del rock" (1956).

#### Eddie Pequenino

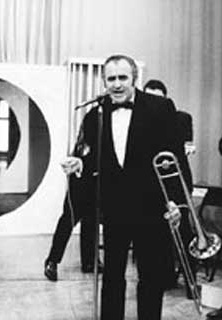
Eddie Pequenino (1928-2000). En 1957 creó la primera banda de rock en Argentina, Mr. Roll y sus Rockers, quienes realizaron las primeras grabaciones de rock and roll en el país. Fue llamado el Bill Haley argentino y el primer rockero del país.

La influencia de Bill Haley sobre los músicos argentinos tuvo un resultado inmediato con la formación de la primera banda de rock and roll argentina, Mr. Roll y sus Rocks, liderada por Eddie Pequenino, de quien se decía que iba a ver la segunda película de Billy Haley al cine Metropolitan para observar y aprender los arreglos musicales del rock and roll.
La banda estaba integrada por el propio Eddie Pequenino (voz y trombón) a quien acompañaban Arturo Schneider (saxo tenor), Domingo Malagreca (contrabajo), Jaime Rodríguez Anido (primera guitarra), Héctor Rea (guitarra rítmica), Jorge Padín (batería). El grupo fue el primero en Argentina en grabar canciones de rock de modo sistemático, incluyendo versiones de Bill Haley entre otras canciones: "See You Later, Alligator", "Mambo Rock", "I Cry More", "Rock", "Shake, Rattle and Roll", "Rancho Rock". Su versión de "Celos y revuelos al ritmo del rock" (Don't Knock the Rock), vendió en Argentina más placas que el propio Haley.
Eddie Pequenino (1928-2000) era un hijo de inmigrantes italianos (siempre mantuvo un claro acento italiano al hablar) nacido en el barrio de Villa Urquiza, donde vivió toda su vida. Se había destacado como trombonista de diversas orquestas de jazz, entre ellas la de Lalo Schifrin, y a lo largo de su vida fue muy popular por sus apariciones musicales y humorísticas en televisión, sobre todo aquellas en las que acompañó a Alberto Olmedo, La peluquería de Don Mateo y en Domingos para la Juventud. Era conocido como «el Bill Haley argentino». Pequenino también integraría el elenco de músicos del programa de televisión el Club del Clan (1963-1964), junto a Palito Ortega, Johnny Tedesco y otros, donde se cantaba un rock and roll en español. Moris, uno de los padres del rock nacional, lo llamó el primer roquero argentino y recuerda así su influencia en una entrevista.

P: Y vos, cuando eras un perro joven, ¿a quién respetabas?

-A Eddie Pequenino, el primer rockero argentino. Lo escuchaba a las once de la mañana en la confitería Cabildo. Me acuerdo que siempre pedía un ice cream soda... Me gustaría volver a charlar con Eddie Pequenino, alguna mañana en algún bar, tomándonos un ice cream soda.

El 29 de agosto de 1957 se estrenó la película argentina Venga a bailar el rock del director Carlos Marcos Stevani, primer film sobre rock en Sudamérica. En la misma se registró el tema de rock en español, "Venga a bailar el rock", compuesto por Éber Lobato e interpretado por Alberto Anchart y Éber Lobato. No hay que confundir a este dueto con la compañía de baile juvenil Los Big Rockers, quienes bailaron en el film. También se mostraron dos temas de rock en inglés con letra de Pequenino y músicas de Lalo Schifrin y Éber Lobato, respectivamente. Dicha película contó también con la participación de Eddie Pequenino, Alfredo Barbieri, Amelita Vargas y Pedrito Rico, entre otros músicos.
En mayo de 1958 Bill Haley y sus Cometas se presentaron en Buenos Aires. El diario La Razón anunció el acontecimiento con el siguiente titular:

Bill Haley llega a Buenos Aires para dislocar a la juventud porteña con el rock.

La revista Antena publicó en tapa una foto de Bill Haley con poncho y tomando mate. El dato no es menor, porque ya en ese momento había aparecido una fuerte oposición cultural al rock and roll, con el argumento de que se trataba de «música extranjerizante», proveniente de la generación anterior, que oponían el carácter nacional del tango. Mr. Roll y sus Rocks no fueron elegidos por Billy Haley para ser la banda soporte de sus presentaciones en Argentina como se suele decir: simplemente, despidieron a Bill en el Aeropuerto con una presentación musical: el telonero musical fue el trompetista Nico Carblaho (Nicanor Eugenio Carballo) junto a su orquesta

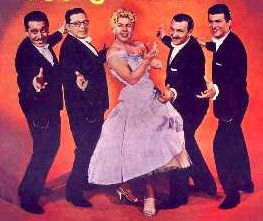
Los Cinco Latinos. Grupo coral-instrumental argentino, mítico del rock latino, liderado por Estela Raval, creado en 1957 que obtuvo fama mundial replicando en español el estilo doo wop de Los Plateros (The Platters).

También en ese primer año de 1957 (22 de mayo) debutaron Los Cinco Latinos, un grupo coral-instrumental mítico de los orígenes del rock latino y probablemente el primero en obtener fama mundial. Fue uno de los primeros en cantar rock en español, replicando el estilo doo wop de Los Plateros (The Platters). Estaba liderado por una mujer (algo fuera de la común), Estela Raval y su esposo el trompetista Ricardo Romero, junto con Héctor Buonsanti, Mariano Grisiglione y Jorge Francisco Pataro. Enseguida grabaron su primer álbum (Maravilloso, Maravilloso, Columbia, 1958), acompañados por la orquesta de Waldo de los Ríos, con grandes éxitos en castellano como "Recordándote" (que alcanzó el segundo lugar en el ranking del programa Discomania Mundial que transmitía para toda América la WRUL de Nueva York), "Amor joven", "Abran las ventanas" y la versión en español del ultrafamoso Only You (Solamente tú), abriéndoles camino para una extraordinaria difusión internacional. Realizaron conciertos en todo el mundo, llegando a tocar en el Show de Ed Sullivan y compartir escenario con Los Plateros (The Platters), siendo su mayor éxito Balada de la Trompeta, destacándose también "Juntitos, Juntitos" que fue el tema de La Familia Falcón, una popular telenovela. Su grabación de Dímelo Tú (tema compuesto por la pianista cordobesa Teresa Iñigo y el italiano radicado en Argentina Tullio Gallo) fue puntal del doo wop argentino con composiciones propias y en español.
Simultáneamente la radio comenzaba a difundir el nuevo estilo. Probablemente el primer programa fue "Melodías de rock'n'roll", emitido diariamente por Radio Mitre con la conducción de César Lazaga. El programa se presentaba como una respuesta dirigida a la juventud, de los Mediodías de Tango que emitía también todos los días la emisora. Allí se difundían temas de Jim Lowe, Tomy Crombie, Little Richard, Eddie Cochran, Buddy Holly, The Platters y Paul Anka. Poco después Jorge Beilliard ponía en el aire por Radio Excelsior un programa llamado Rock and Belfast (con el auspicio de la sastrería Belfast) en el que comenzó a difundir los últimos discos de los roqueros estadounidenses.
Como ya estaba sucediendo en otros puntos de América Latina, desde un primer momento apareció la cuestión del idioma, las traducciones y la incomprensión general de las letras, volviéndose habitual conocer el sentido de las canciones por unos pocos indicios (como el título en español) y cantarlas de manera puramente fonética. Por un lado empezaron a traducirse al español los títulos de las canciones y los nombres de las bandas norteamericanas (luego seguirían las letras mismas). Pero por el otro los músicos y bandas locales adoptaban nombres ingleses y a veces tergiversaban el significado original de las canciones en inglés, como pasaría con el éxito Pity, Pity, cantado por Billy Cafaro, para quien Virgilio Expósito no tradujo el título (que significa "Piedad, piedad"), con la intención de que pareciera un nombre de mujer.
De este modo Bill Haley & And His Comets pasó a ser Bill Haley y sus Cometas, y algo similar sucedió con Los Plateros (The Platters). Lo mismo pasó con las canciones: "Rock Around The Clock" se conoció como "Al compás del reloj", "See You Later Alligator" se tradujo primero como "Rock del caimán" y luego como "Hasta luego cocodrilo", "Mambo Rock" fue "La roca del mambo", y "Happy Baby" se llamó "Nena feliz".

#### Elvis: cuando el mundo hizo plop. Entre Billy Cafaro y Luis Aguilé
Te acuerdas de Elvis, cuando movió la pelvis

el mundo hizo plop y nadie entonces podía entender

qué era esa furia.

(Mientras miro las nuevas olas, Serú Girán, 1980)

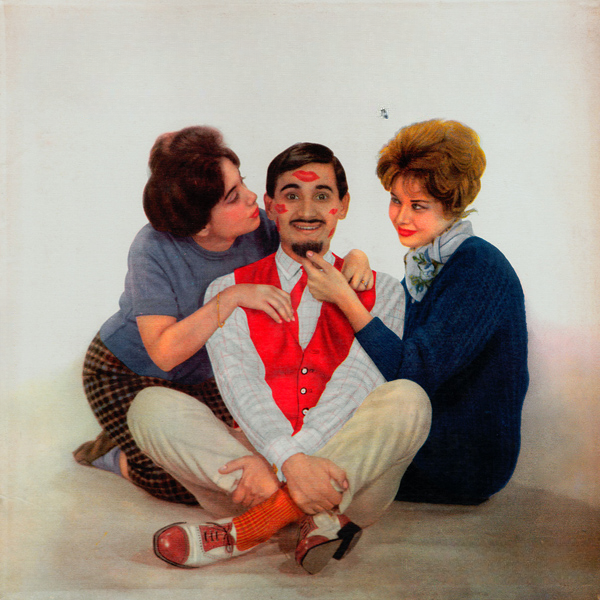
Billy Cafaro fue un fugaz primer ídolo de rock argentino. Su cover de Pity Pity de Paul Anka vendió 300.000 copias en 1958, una cantidad extraordinaria para el mercado local.

A diferencia de lo que sucedió en Estados Unidos, en la Argentina Elvis Presley no desplazó a Bill Haley (en gran medida por la mayor cercanía de este con el mundo latino), pero le agregó al rock su pose rebelde y una sensualidad que resultaba escandalosa para los criterios de entonces. Con Elvis Presley los jóvenes argentinos, comenzaron a cambiar su presencia y hacerla más provocativa: los jeans, el cuidado del pelo, el chicle y la camisa abierta con el cuello levantado. Elvis pasó también a ser el modelo de los músicos locales (Luis Aguilé, Billy Caffaro, Sandro, Palito Ortega, Johnny Tedesco, etc.).
Elvis entró masivamente a la Argentina el 11 de abril de 1956, al publicarse su disco de 78 RPM con los temas Heartbreak Hotel / I Was The One ".

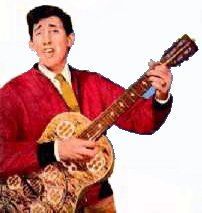
Luis Aguilé, uno de los primeros roqueros argentinos, alcanzaría la fama internacional en 1959 con su álbum Vol.3. En 1963 se radicaría en España. Su tema Cuando salí de Cuba es un clásico del rock iberoamericano.

Ese año aparecieron nuevos artistas del rock and roll y se produjeron los primeros éxitos locales. El grupo Los Paters con el cantante Danny Santos (luego Lalo Fransen), difundió un exitoso rock and roll de Marty Robbins, "Saco de sport blanco" (A White Sport Coat) y "Me olvidé de olvidarla" (I Forgot To Remember To Forget), de Elvis con un destacado solo de guitarra.
Otra banda, Los Modern Rockers tenía como cantante a Luis Aguilé, que se venía destacando desde 1955, difundido desde Radio Libertad (luego Radio del Plata) y que al año siguiente alcanzaría la fama en toda Hispanoamérica con su álbum Luis Aguilé Vol. 3 y luego con clásicos del rock iberoamericano como "Cuando Salí de Cuba" y "Dile" (muy difundida en el mercado norteamericano interpretada por Vonda Shepard con el título "Tell me"), cuando ya se había radicado en España. Luis Aguilé reclama para sí, con cierto fundamento, el título de primer rockero de la Argentina. Aguilé cantó temas propios de rock en castellano como Los Iracundos (no confundir con la banda uruguaya homónima).
Desde Radio El Mundo surgió Billy Cafaro, con dos grandes éxitos, un cover en castellano de Paul Anka, "Pity, Pity" (sin traducir y dando a entender que se trata del nombre de una mujer), que vendió la extraordinaria cantidad de 300.000 copias (La Balsa vendería 250.000) y "Personalidad". Billy Cafaro produjo la primera rockmanía por una estrella local. Las colas para entrar a la radio ubicada en Maipú 555, congestionaba todo el centro de la ciudad. Para realizar sus audiciones radiales, Cafaro llegaba en helicóptero hasta el obelisco.
Tuvo problemas por grabar un rock alemán de Hazy Osterwald llamado "Kriminal Tango", que provocó serios enfrentamientos con los simpatizantes del tango,pero no es cierto que haya debido ir a España por ello; en dicho país, grabó con bandas pioneras como Los Sonor.

### La Nueva Ola y el Club del Clan

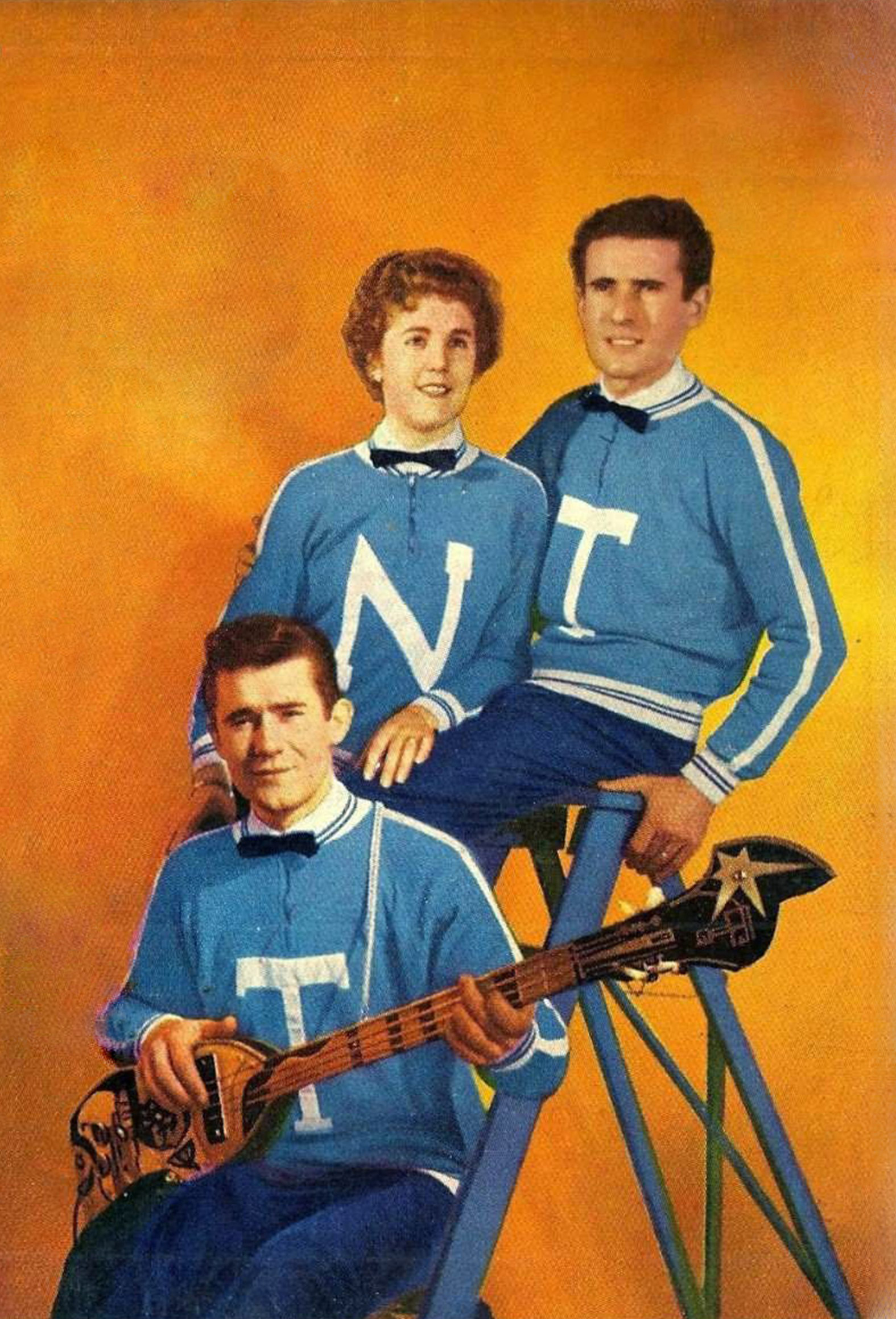
La Nueva Ola: su primer éxito masivo fue "Eso, Eso, Eso" de Virgilio y Homero Expósito, interpretado en 1960 por el grupo Los TNT de Uruguay. Es una de las candidatas a primera grabación de rock en español en la Argentina.

En 1959 el sello RCA manejado por un publicista ecuatoriano, Ricardo Mejía, inició una experiencia de fabricación de ídolos y éxitos musicales orientados a la juventud,. Experiencias similares, en mayor o menor magnitud se realizaron en toda América Latina, a veces como parte de la misma estrategia comercial de RCA para el mercado latino. En Brasil, hubo un programa muy parecido llamado La Joven Guardia (1964), que tenía a Roberto Carlos como figura principal.
El sello grabador se dio una estrategia inicial de difusión con centro en la grabación de discos y la realización de recitales públicos en sus instalaciones y shows televisivos (Swing, Juventud y Fantasía en Canal 7; La cantina de la guardia nueva en Canal 11).
Los tres primeros artistas en ser contratados fueron Rocky Pontoni (Orlando Amador Pontón), Marty Cosens (Rubén Cosentino) y Mariquita Gallegos. En los años siguientes serían contratados otros músicos, algunos de los cuales tendrían una larga actuación en el pop argentino, entre ellos: Fernando Borges, Jolly Land, Víctor Buchino, Violeta Rivas (Ana María Adinolfi), Chico Novarro, Lalo Fransen (Norberto Franzoni), Edith Scandro, Nena y Terry Morán, Raúl Lavié, Raúl "Tanguito" Cobián, Pino Valenti, Johnny Tedesco (Alberto Felipe Soria), Nicky Jones (Norberto Fago) & The Rocklands, y Palito Ortega. Se realizaban versiones en castellano de famosos temas extranjeros, adaptadas por Ben Molar. También había muchos temas propios de los músicos en castellano, como el Rock del Tom Tom de Johnny Tedesco.
El primer gran hit de esa serie llamada Explosivos, previa al Club del Clan, fue el tema en castellano "Eso, Eso, Eso" del grupo ítalo- uruguayo Los TNT y autoría de los hermanos argentinos Virgilio y Homero Expósito, en 1960. Luego siguieron la ultrafamosa "La novia", cantada por el chileno Antonio Prieto y "Llorando me dormí", interpretada por Bobby Capó y Violeta Rivas. Se trató de éxitos inéditos, que superaban cada uno el millón de copias vendidas y que se hicieron conocidos en todo el continente.

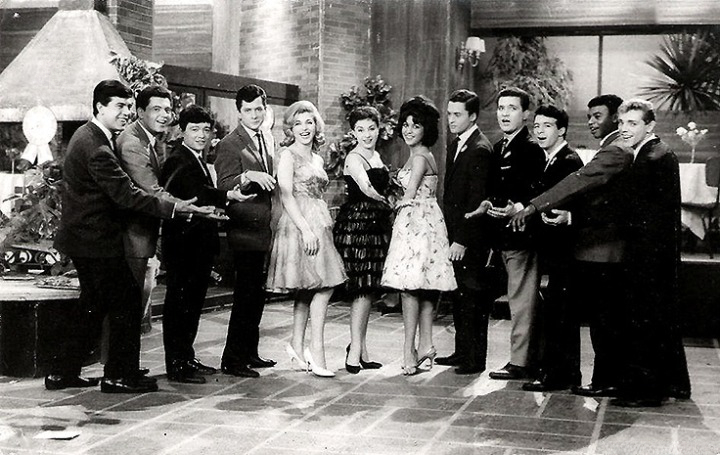
Gran parte del elenco de El Club del Clan en los estudios de Canal 13. De izquierda a derecha: Raúl Lavié, Galo Cárdenas, Nicky Jones, Palito Ortega, Violeta Rivas, Cachita Galán, Dolores De Cicco, Lalo Fransen, Paco Amor, Raúl Cobián, Perico Gómez y Johny Tedesco.

Al año siguiente Mejía contactó a Alberto "Tito" Soria, un humilde adolescente de 16 años, admirador de Elvis, que alternaba el canto con empleos informales. Luego de oírlo cantar varias versiones en inglés le preguntó si sabía alguna canción en español, y Soria le contestó que él mismo había compuesto una, llamada "Rock del Tom Tom". La canción fue grabada el 18 de abril de 1961, bajo su flamante nombre artístico, Johnny Tedesco. El éxito fue inmediato vendiendo medio millón de copias y es uno de los más firmes candidatos a ser considerado el primer rock argentino.
El éxito de La Nueva Ola llevó naturalmente a que, en 1962 RCA Víctor y el Canal 13 de televisión de Buenos Aires, firmaran un contrato para poner en el aire un programa semanal, musical-juvenil, denominado El Club del Clan que salió al aire el 10 de noviembre de 1962 y se transmitía todos los sábados a las 20:30.
El programa mostraba una tribu juvenil a la que se presentaba como reflejo de la juventud argentina de entonces, en el que cada cantante representaba un estereotipo y con él un estilo musical diferente: melódico, tango, twist, bolero, cumbia colombiana, ritmos caribeños. Los números musicales constituían el eje del programa. Poco a poco las versiones comenzaron a ser reemplazados por canciones propias de los más creativos del programa, entre los que se destacaban Chico Novarro y Palito Ortega, junto a Johnny Tedesco, Nicky Jones y Violeta Rivas.
El éxito del programa fue histórico, alcanzando un índice de audiencia de 55,3 puntos. En un año se lanzaron tres álbumes con las canciones que se cantaban en el programa que se agotaron. Los cantantes se transformaron en ídolos juveniles y producían escenas de histeria colectiva, mientras que los clubes se disputaban su presencia en vivo.
En junio de 1961 Los Jets se forman y graban para el sello Opus tanto versiones como temas de rock compuestos por locales (OK Muchachos de Martin Meyer); todo en castellano. Más tarde lanzarán al mercado simple incluyendo por primera vez en Argentina dos versiones en español de Los Beatles, bajo los títulos de "Ámame" (Love me do) y "Quiero tener tu mano" (I wanna hold your hand). Lograron un notable hit con el tema "La pecosita", cover del grupo mexicano Los Silver Rockets.
En 1964 se realizó la segunda temporada del Club del Clan, pero los otros canales tomaron medidas para recuperar posiciones, contratando a los artistas más destacados. El Club del Clan contrató nuevos artistas pero el éxito de 1963 ya no era repetible. Ese año, el 12 de marzo se estrenó la película "El club del clan", con dirección de Enrique Carreras, pero el programa de televisión fue levantado.
Unos años después, en 1967, el periodista Luis Santagada, en la revista Panorama reflexionaba sobre el fenómeno en un artículo titulado Ídolos de barro:

Era un ídolo más de la nueva ola, reunía miles de acalorados adolescentes, que bramaban al compás de sus urticantes canciones, en los clubes de barrio. Cobraba jugosos chachets. "Se desinfló como casi todos", sentencian los entendidos. Esto es vox populi en el ambiente. El mayor fenómeno de venta popular de discos y suceso público, la "nueva ola", ha sido barrida por el olvido. Nada queda de Nicky Jones, Tanguito, Jolly Land, Jonhy Tedesco, Rocky Pontoni. Solo Palito Ortega ha sobrevivido, trabajosamente. Muchos lo predijeron. Fue fugaz.

Simultáneamente llegaba al país la beatlemanía, modificando de raíz el gusto juvenil y abriendo un nuevo panorama musical-contracultural que en 1967 estallaría con el tema "La Balsa" de Los Gatos y el nacimiento del «rock nacional», tal como se entiende en Argentina.

### Sandro: el Elvis de Valentín Alsina

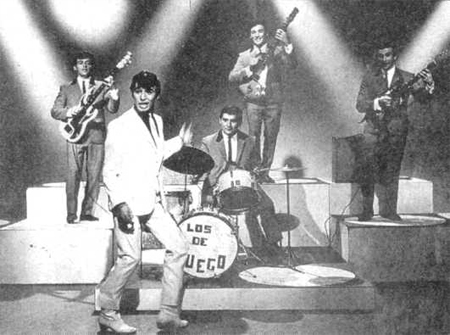
Sandro, considerado uno de los primeros roqueros del país, influyó decisivamente en el nacimiento del rock argentino. Rechazado durante años por el mundo del rock nacional debido a su estilo «popular», ha sido revalorizado a partir de los años 90 incorporando sus temas al repertorio de varias bandas.

En 1956–57, el argentino Roberto Sánchez hacia muchas imitaciones de Elvis Presley 'el rey del rock'. En 1960, simultáneamente con el inicio del fenómeno comercial de la Nueva Ola y el Club del Clan, un grupo de jóvenes de los suburbios industriales del sur de la ciudad de Buenos Aires, creaban una banda de rock and roll llamada Los Caniches de Oklahoma. Entre sus integrantes, como guitarrista, se encontraba Roberto Sánchez, quien se hacía llamar Sandro. Sandro era la guitarra líder y también cantaba. El grupo se completaba con Héctor Centurión (bajo), Armando “Cacho” Quiroga (batería), Miguel “Lito” Vázquez (guitarra rítmica) y Carlos Ojeda (piano y percusión); luego formarían parte de él Enrique Irigoytía (guitarra rítmica) y Juan José Sandri (guitarra). Un año después cambiaban el nombre por Los de Fuego.
Los de Fuego fue para algunos historiadores la primera banda argentina que reunía todas las características clásicas del rock and roll, aunque esto lleva a despreciar a las innumerables bandas de rock contemporáneas a ellos o anteriores. Sin bien la mayoría de sus temas eran covers en español de los hits roqueros en Estados Unidos y Gran Bretaña (al estilo de las bandas mexicanas de entonces), también incluyeron temas de rock propios, lo cual era común en los grupos de la época tal como se ha visto antes en el artículo. El primero fue "Comiendo rosquitas calientes en el Puente Alsina", de Sandro, que grabaron en un demo en 1960 (candidato a primer rock argentino) y luego le siguieron otros como "Peggy Peggy", "No Puedo Esperarte Más, Nena", "Pintados Por Dios", "El trovador", "Confíate a Mí", "Solo y sin ti", "Muchacho de la Cara Triste", "Johnny", "Compañero de Tu Amor", "Sigue Llamando Nena", "Como Caja de Música", "Quiero Que Me Digas", "Queda poco tiempo", "Con Los Ojos del Recuerdo", y "Ave de Paso", compuestos por Sandro. Varios de estos temas no fueron grabados con Los de Fuego, sino con el Black Combo.
Los de Fuego -y Sandro en particular-, habían seguido una trayectoria artística completamente diferente de la del Club del Clan, tocando en bares y bailes suburbanos, por poco dinero y hasta el amanecer, ganando un espacio popular para el rock and roll. Aunque esta afirmación debe ser relativizada, ya que también tocaban en programas televisivos como Sábados Continuados, o de fotonovelas y otros recursos típicos de la promoción musical de la época. Sus grabaciones fueron escasas, realizando gran cantidad de actuaciones en vivo, con temas de Johnny Burnet como "El tren sigue andando" o "Gastate el Sueldo en Rock And Roll" (versión en español de Rit It Up de Little Richard, a veces citada erróneamente como Ha Vuelto el Rock And Roll). Estas canciones son mencionadas en el booklet reediciones de Sony de 1998, pero no han sido encontradas nunca. La versión de Rit It Up sí fue grabado en parte en el filme Convención de Vagabundos.
El propio Sandro reflexionaba años después sobre su inicio en la música:

Yo me nutrí con el rock. Gracias al rock dejé las calles, las navajas y las cadenas, y agarré una guitarra. Dejé la campera de cuero y las pandillas. El rock me salvó. Me salvó de que fuera quizás un delincuente.

En 1963 de la mano del representante artístico Mario Naón, Sandro y Los de Fuego realizaron una prueba de grabación en los estudios de Columbia con "Hay mucha agitación", cover de "Whole Lotta Shakin' Goin' On" de Jerry Lee Lewis y que en la versión castellana en la voz de Sandro le valió el contrato con la grabadora. Aunque la grabadora solo se interesó en Sandro sin el conjunto y sería acompañado musicalmente por José Carli como Milo y su conjunto. Su primer sencillo eran covers de clásicos internacionales. De Paul Anka grabó "A esto le llamas amor", en versión castellana de Ben Molar; y de Elvis Presley hizo "El demonio disfrazado", en versión castellana de Félix Villa. Su primer doble Presentando a Sandro, con temas en castellano como "Polka Rock" de Alejandro Chamica, y su primera balada "Dulce", también de Alejandro Chamica. Este era el pseudónimo empleado por los músicos argentinos Abraham Loiterstein y Micaela Cabrera.
En 1964 Sandro y Los de Fuego grabaron su primer álbum, que lleva como título el nombre del grupo, incluyendo "Te conseguiré", "Anochecer de un día agitado" (Beatles), "My Bonnie", "El dinero no puede comprarme amor (Beatles)", con letras en español traducidas por Ben Molar, convirtiéndose en uno de los grupos de mayor éxito comercial del momento. Este álbum ha sido considerado histórico, un eslabón de importancia en la evolución del rock en la Argentina, que también contenía tres temas propios en castellano (Peggy Peggy, el beat No Puedo Esperarte Más Nena y Pintados Por DIos).
Sandro desarrolló un estilo de canto "convulsivo" y movimientos de significación sexual, evidentemente derivados de Elvis, pero que adquirieron características completamente personales y que fue principalmente dirigido como un acto constante de seducción hacia las mujeres. Este estilo sexual irreverente tuvo un efecto arrasador sobre las jóvenes argentinas y latinoamericanas (donde curiosamente más incidencia tenía la prédica sexualmente restrictiva de la Iglesia católica), sobre todo aquellas pertenecientes a los sectores más populares. Las fanáticas de Sandro ("sus nenas") llegaron a ser tan importantes como él mismo, devolviendo en sus presentaciones un clima de desenfreno y sexualidad, entre las que se volvió un clásico entregarle sus bombachas (panties). Para la época, el mensaje de Sandro resultaba un revulsivo radical contra las normas morales establecidas sobre la virginidad de las mujeres y las relaciones prematrimoniales, férreamente establecidas en toda América Latina.

Cuando hago los movimientos sensuales en el escenario siento que abajo, en la platea, deben de haber 450.000 ratones corriendo carreras. ¿Qué miran esas chicas? ¿Qué necesidades tienen? ¿Qué vacíos? Me intrigan. (Sandro, 2006)

Desde fines de la década del 60 Sandro viró su estilo musical para ser uno de los principales desarrolladores de la balada romántica latinoamericana (aunque manteniendo muchas características del rock en su temática de desenfreno sexual y en ciertos arreglos musicales) que lo llevaría a una fama sin precedentes en todo el continente, Sandro se ganaba el Obelisco de Plata en el I Festival de la Canción de Buenos Aires de octubre de 1967 cantando el tema de rock "Quiero llenarme de ti" hecho con su conjunto The Black Combo, con las guitarras eléctricas, la batería, el teclado eléctrico. Se hizo famoso en todo el mundo y fue invitado a los festivales de la canción más importantes En febrero de 1968 actuaba en Viña del Mar cantando temas que son clásicos de su repertorio, los rocanroleros "Una muchacha y una guitarra", "Esta noche habrá una fiesta en mi casa", un clásico del americano Elvis Presley, y muchas baladas románticas que ya constituían el grueso de su repertorio.
Con el dinero obtenido en sus actuaciones, Sandro fue uno de los que alquiló el mítico local musical llamado La Cueva, para crear un reducto que impulsara el rock nacional. La Cueva terminó contratando a Los Gatos, que llegaron al local en sus últimos meses y se desempeñaron como grupo permanente, hasta que grabaron "La Balsa" en 1967. Sandro también creó un estudio de grabación en su casa completamente equipado, que solía prestar a las nuevas bandas de rock.
Paradójicamente, Sandro fue en general rechazado por los jóvenes que adhirieron al "rock nacional" argentino, mayoritariamente de clase media, tildándolo de «grasa», un término despectivo para referirse a ciertos gustos populares, generalmente de sectores trabajadores.
A partir de los años 90 el rock nacional revalorizaría a Sandro, y varias bandas incluyeron sus temas en el repertorio roquero, algunas de las cuales se volverían importantes éxitos, como "Dame fuego" y "Resistiré". En el año 2002, la cadena MTV y la revista Rolling Stone eligieron el tema "Tengo" de Sandro, como el Nº15 entre las 100 mejores canciones del rock nacional argentino.

### La primera canción de rock argentino
En 1956 se grabó el primer rock argentino en castellano compuesto por músicos argentinos: el "Rock con leche". Formaba parte del exitoso programa radial La Revista Dislocada, cuyo conductor Délfor Dicásolo compuso y cantó este rock pionero. Santos Lipesker y Aldo Cammarota fueron los otros compositores. Eddie Pequenino cantó una pequeña parte en inglés, que solo traslada a ese idioma lo dicho en español. El tema fue publicado en partitura en febrero de 1956 y su disco salió en mayo del mismo año. Fue registrado en SADAIC bajo el género de rock and roll.
Luego de ese año fueron grabadas varias canciones de rock en español compuestas por autores argentinos. Algunas de ellas alcanzaron gran difusión, incluso convirtiéndose en clásicos que perduraron. Entre ellas se encuentran:
- Luis Aguilé: La balanza (1960)
- Los TNT: Eso, eso, eso (1960) (banda ítalo-uruguaya, tema argentino[47])
- Sandro y Los de Fuego: Comiendo rosquitas calientes en el Puente Alsina (1960) (demo)
- Los Cinco Latinos: Juntitos, juntitos (1960). Tema de la telenovela La Familia Falcón.
- Johnny Tedesco: Rock del Tom Tom (1961) (de Johnny Tedesco)[48]
- Los Dukes: Mi Pancha de Tanguito (1963)[49]
- Sandro y Los de Fuego: Polka rock (1964) (tema acreditado por razones contractuales a Alejandro Chamica, pseudónimo de Micaela Cabrera y el manager Abraham Loiterstein más conocido por el apodo Mario Naón; seguramente, el tema sea de Sandro tal como sucedió con su canción Dulce acreditada al inexistente Alejandro Chamica )[50]

## 1964-1967: La aparición del beat argentino en castellano

### La beatlemanía y la invasión del rock contracultural

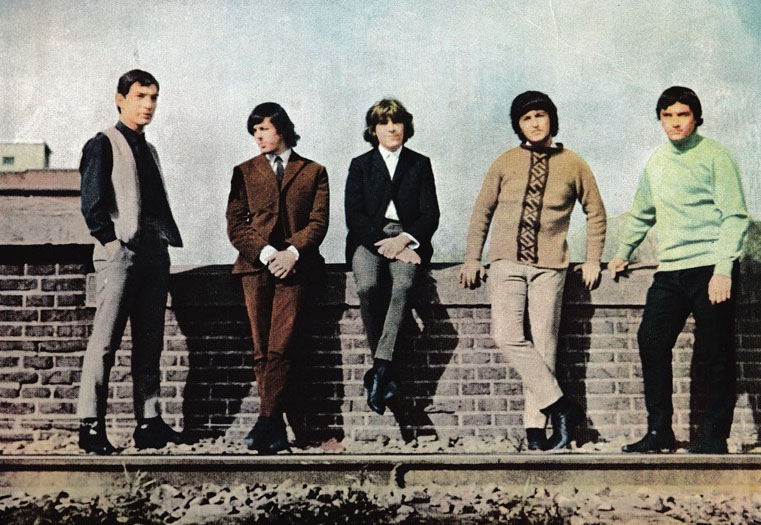
La banda rosarina Los Gatos Salvajes—precursora de Los Gatos— en 1965.

En 1964 y como en el resto del mundo, el fenómeno Beatles cayó como una bomba en Argentina con A Hard Day's Night (tema, álbum y película), consolidándose al año siguiente con el álbum Help! ("Help!", "Ticket to Ride", "Yesterday") y la película.
La «beatlemanía» significaba mucho más que el gusto por un nuevo estilo musical. El rock representaba el surgimiento de una cultura juvenil global, que se expresaba en ritos colectivos y que tuvo su manifestación más profunda en la revolución sexual. Tenía como símbolos el pelo largo, la estética del jean, la minifalda y la llamada moda unisex. Tomó conciencia de la existencia del «poder joven» y soñó con cambiar el mundo.
En la Argentina el rock internacional coincidió con una generación (nacida aproximadamente entre 1945 y 1960), que contenía altos niveles de politización y movilización a través de organizaciones estudiantiles y sindicales que comenzaban a enfrentarse en la calle a las dictaduras militares (sobre todo a partir de 1966), incluyendo una activa participación de los jóvenes de la extensa clase media del país, tanto varones como mujeres. Esa generación simbolizó su identidad con el rock y la revolución sexual, que opusieron como ruptura radical al tango y la doble moral machista de sus padres, sobre todo la referida a la virginidad de las mujeres y las relaciones sexuales prematrimoniales.
La oposición tango-rock adoptó un carácter generacional. Enrique Cadícamo, uno de los grandes tangueros argentinos y autor de tangos fundamentales como "Los mareados", "Nostalgias" o "Madame Ivonne" entre muchos otros, escribió un poema lunfardo titulado "Música beat" en la que defenestra al rock y en especial a Los Beatles (a los que llama Beat's) y trata de "cretinos" y "turros" a los roqueros:

...poco después puso un cretino
canciones de los Beat's y les declaro
que la sufrí como un tormento chino.

Era un ruido de cuerdas que mataba,
un tono y dominante insoportable,
el cantor era un rope que ladraba
y todos lo encontraban formidable.

Esa moda que a mí me reventaba,
a ellos les hacía erizar la piel...
Ninguno de estos turros - yo pensaba -
habrá escuchado un disco de Gardel...?

Música beat (poema lunfardo)

El rock argentino fue por muchos años, a diferencia de Estados Unidos o Gran Bretaña, un movimiento cultural juvenil de clase media, principalmente en ciudades como Buenos Aires, Rosario, La Plata, Mar del Plata y otras. Los jóvenes de clase obrera y del interior del país, con un gusto musical más asimilable al del resto de los jóvenes latinoamericanos, se volcaban más por el folklore o por formas pop (algunas emparentadas con el rock) como Sandro, Leonardo Favio, Palito Ortega y el Club del Clan, el cuarteto cordobés, etc. Eso llevó a una cierta confrontación, o al menos una separación, entre las expresiones musicales populares masivas y lo que entonces se llamaba "música progresiva", que sin dejar de tener masividad dentro de los sectores medios, afectó sus posibilidades de llegar al gran público. La misma razón llevó a algunos músicos de rock, paradigmáticamente Sandro, a abandonar el ámbito más restringido del rock argentino, para desarrollar una música popular de masas que, en países como Estados Unidos o Gran Bretaña no se hubiera dudado en calificar como rock.

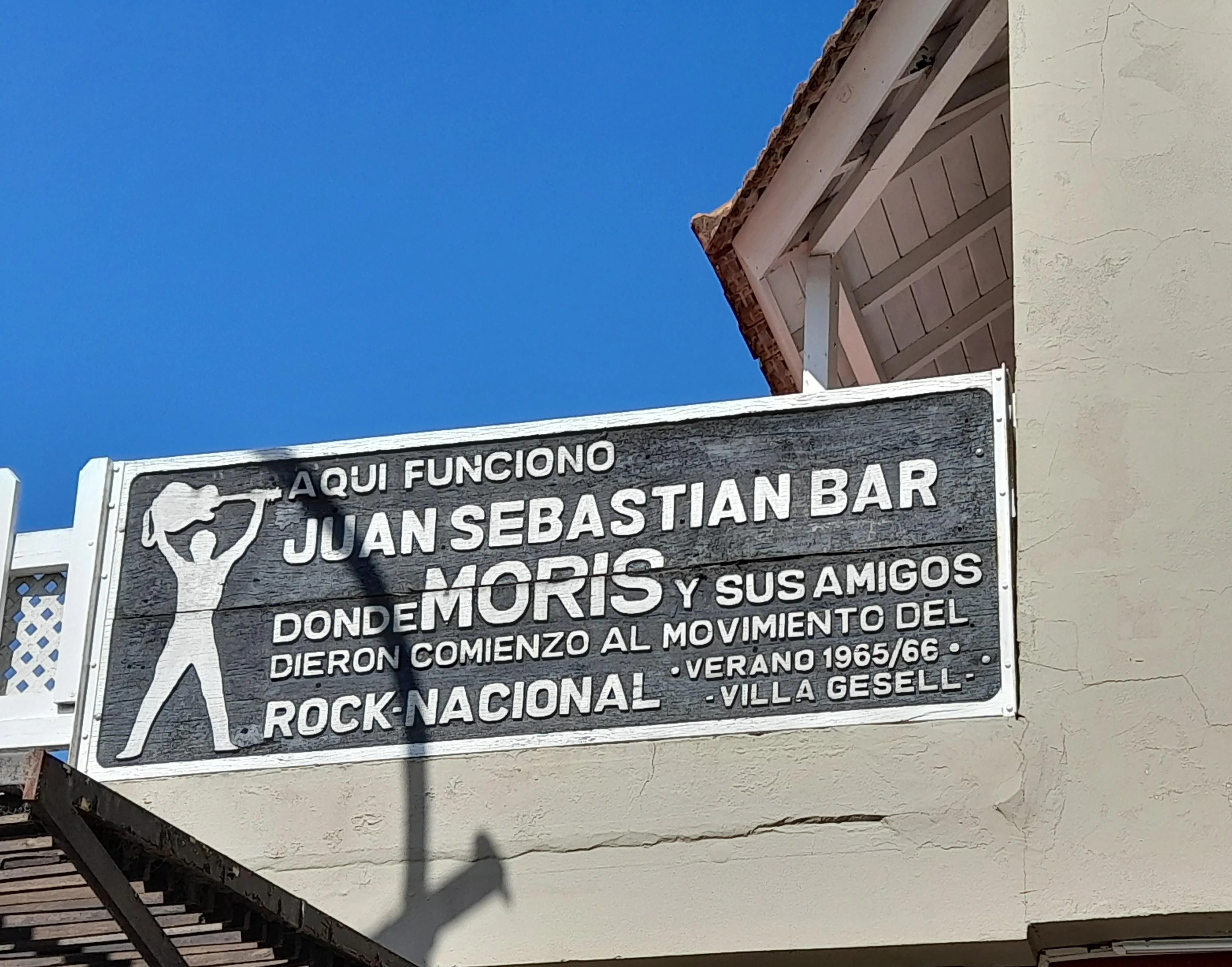
Cartel conmemorativo de Juan Sebastian Bar, un bar que funcionó en la ciudad de Villa Gesell, donde los emergentes músicos del momento se reunían para consolidar este nuevo género.

En la Argentina la llamada "Invasión británica" (con bandas como Los Beatles y los Rolling Stones) fueron mucho más influyentes que la ola de rock & roll clásico estadounidense (Elvis Presley, Chuck Berry, Little Richard), tanto para el gusto juvenil inicial por el rock & roll internacional como para el surgimiento de un «rock nacional» con identidad propia.
Inmediatamente surgieron los imitadores, como Los Jets, que llegaron a grabar varios discos con adaptaciones de las canciones del cuarteto de Liverpool. El estadounidense radicado en el país de los siete años Billy Lee Hunt tocó en vivo canciones de los Beatles en inglés, años antes de ser desaparecido por la última dictadura militar. Pero fueron las notables «invasiones uruguayas» de 1964-1965 las que contribuyeron decisivamente en Argentina para que se comenzara a tocar beat en el país. Inspirados en el nuevo rock británico, muchos músicos jóvenes uruguayos, comenzaron a emular sus sonidos. Dos bandas en particular, Los Shakers y Los Mockers, tomaron el estilo de los Beatles y los Rolling Stones, respectivamente, cantando en inglés.

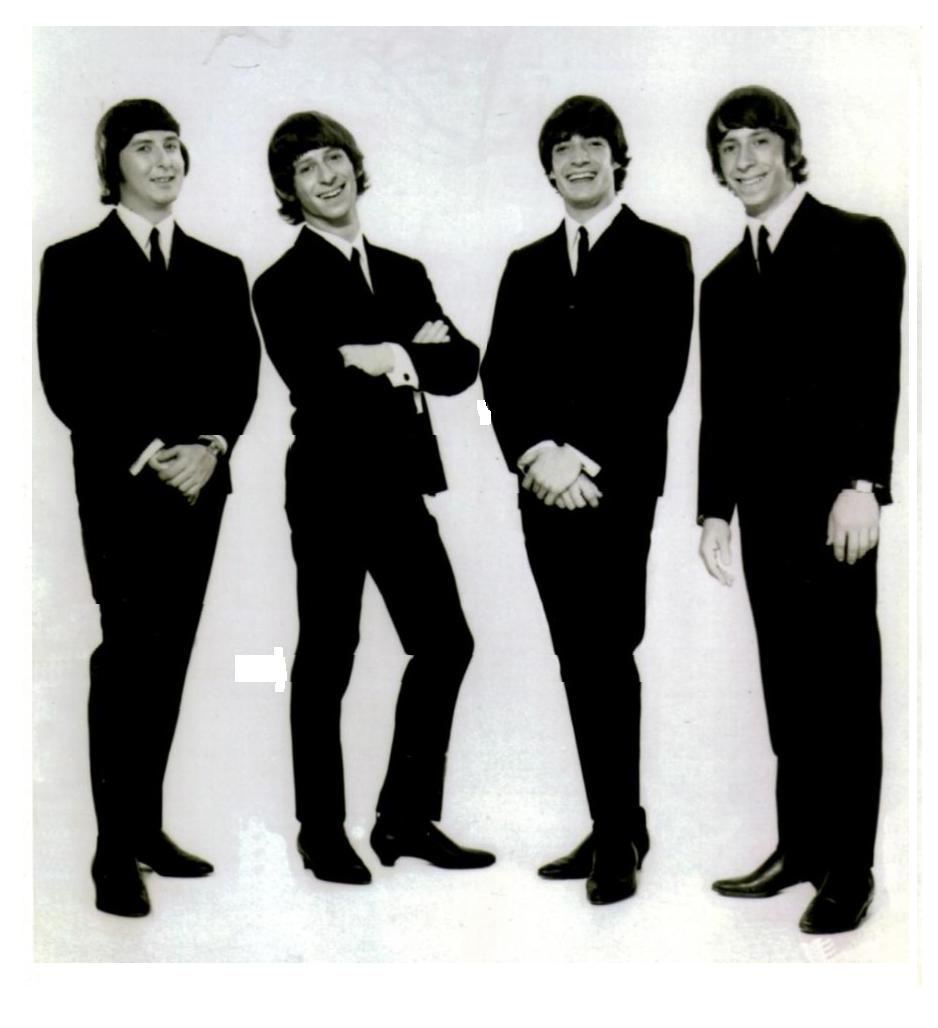
La banda beat uruguaya Los Shakers fue la más destacada de las «invasiones uruguayas» de 1964-1965. Su tema de 1965, «Rompan Todo (Break it All)», está asociado en la Argentina al surgimiento del rock mundial.

Así fue que, a mediados de los años 60 y de la mano del éxito de la Invasión británica, las bandas beat uruguayas alcanzaron un pico de popularidad en la Argentina. Los sellos discográficos comenzaron rápidamente a contratar bandas uruguayas de rock para promover en la Argentina, como Los Shackers, Los Mockers y Kano y Los Bulldogs. Programas musicales argentinos de televisión, como el exitoso Escala musical, también fueron un trampolín hacia la popularidad para muchas de estas bandas. La razón por la cual los grupos uruguayos se hayan movido masivamente hacia la Argentina (un país con una población diez veces mayor y una enorme ciudad como Buenos Aires), debe encontrarse en la existencia de un mercado de consumo y una industria musical, considerablemente más amplias que las que existían en el Uruguay. En aquel entonces era impensable que una banda de rock latinoamericana pudiera tener éxito internacional. El éxito de las bandas uruguayas fue una notable excepción.
De entre todos los grupos uruguayos, Los Shakers (Hugo Fattoruso, Osvaldo Fattoruso, Roberto "Pelín" Capobianco y Carlos "Caio" Vila) se destacaron en particular. Si bien eran un grupo beat inspirado abiertamente en los Beatles, su sonido se destacó con un estilo propio, una notable calidad musical en sus interpretaciones y originalidad en muchas de sus composiciones. Su éxito de 1965, "Rompan todo" (Break it all), aún en la actualidad goza de gran popularidad y es asociada en la Argentina con los inicios del rock mundial, muchas veces sin saber que se trata de un grupo uruguayo. Los Shakers comenzaron a presentarse en vivo en muchos programas de televisión de Argentina y del extranjero, pero debido a su decisión de no desarrollar las letras de sus canciones en castellano, su popularidad decayó. Hugo Fattoruso se refería así a cómo nunca se les ocurrió cantar a Los Shackers beat en castellano:

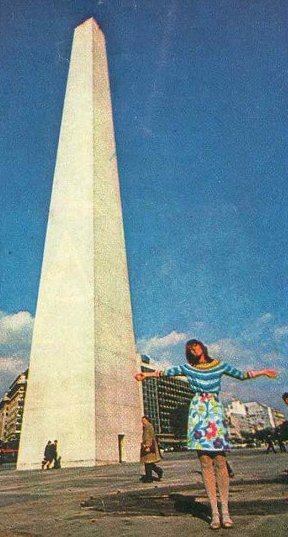
1965: Marta Minujín va a llenar el obelisco de helado para que la gente lo chupe, en el marco de las experiencias culturales del Instituto Di Tella. En Argentina emergía una generación de jóvenes, social y políticamente movilizados, que encontraría en el «rock nacional» y la revolución sexual su identidad.

Nunca se nos ocurrió que podíamos hacer letras en castellano. Eso fue un invento argentino.
Hugo Fattoruso.

### El arte libre y el Di Tella
A mediados de la década del 60 se había desarrollado en Buenos Aires un ambiente de artistas e intelectuales pop, que cultivaban una actitud de experimentación y desarrollo de nuevas formas culturales, conectadas con las tendencias internacionales, pero al mismo tiempo de fuerte impronta nacional. Entre ellos había poetas como Roberto Jacoby (más adelante letrista de Virus), el pintor Pablo Suárez, la escultora Marta Minujín con su La Menesunda y la idea de arte participatorio, y el fotógrafo Oscar Bony. Sus lugares de reunión eran el Instituto Di Tella y la Galería del Este, en la calle Florida.

### "Naufragar" y cantar beat en español

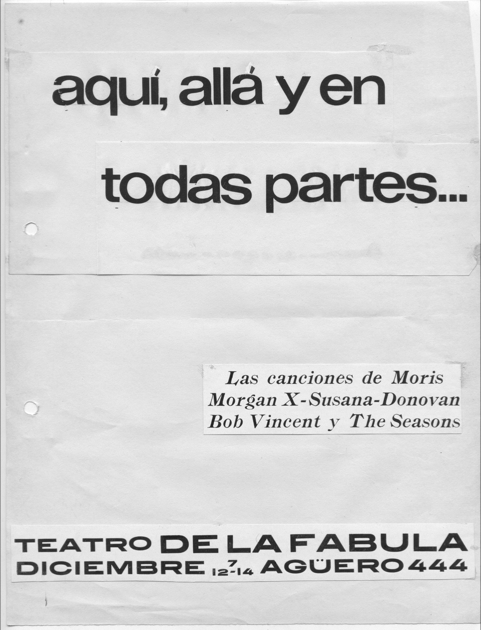
Afiche del festival «Aquí, allá y en todas partes» organizado a fines de 1966 por Miguel Grinberg y Susana Salzamendi. Se trató del primer festival de la música beat argentina y fue uno de los primeros hitos para la cultura del rock nacional emergente.

Hacia 1965, el rock se desarrollaba en la Argentina. Cuando las invasiones uruguayas y británicas todavía estaban fuertes, otras corrientes empezaron a contribuir al rock argentino. En la televisión, programas como Ritmo y Juventud y El Club del Clan, con cantantes como Palito Ortega y Chico Novarro, introdujeron un pop alegre y romántico.
Pero fue en la escena underground donde las piezas fundamentales del beat argentino emergieron. "Hippies" y roqueros se reunían donde podían, como Plaza Francia y bares de trasnoche. En los primeros bares de jazz, como «La Cueva» y «La Perla del Once», artistas como Moris, Pajarito Zaguri, Javier Martínez, Daniel Irigoyen, Miguel Abuelo y Tanguito se juntaban a mediados de los años ‘60 para intercambiar ideas. Una actitud común los reunía: el amor por el rock y la vocación de "naufragar".

El corazón, el espíritu de la movida no era intelectual, era musical, divagante... El naufragio creativo...
Lo que pasa es que había una diferencia entre nosotros y las generaciones anteriores, los intelectuales, los artistas plásticos, los poetas y periodistas beatniks argentinos: Nosotros no queríamos juntarnos un par de horas a conversar en un café, queríamos vivir las veinticuatro horas. La vida libre era la obra de arte. Vivir la vida sin ataduras y descubriendo la belleza del mundo. ¡Mirá qué propuesta!
Porque... ¿Qué es el naufragio? Es llevar la charla, la creatividad, la amistad y el amor hasta el fondo. No aceptar horarios que corten las ganas de inventar o de estar juntos. Eso era lo que nos proponíamos, que después en muchos casos derivó en un delirio incontrolable. Pero había que probar. (Pedro Pujó)

Al comienzo del beat, la mayoría de los roqueros preferían cantarlo en inglés, ya que el beat en español "no sonaba bien" a los oídos de ese momento. Desde 1956 existían composiciones propias y el español hasta 1964, año en que irrumpe el beat. Solo Eddie Pequenino, la orquesta Los Comandantes (un simple), Los Rocklands (un solo LP), Los Mac Ke Mac´s en su primer álbum y la orquesta de Osvaldo Norton (dos simples) cantaron en inglés en los primeros nueve años de existencia del rock argentino. Ricardo Soulé, quienes recuerdan cómo el beat era en la mayoría de los casos cantado en español. No así el rock, que casi nunca había sido cantado en inglés.

El tema era que nosotros tocábamos temas de otros músicos ingleses porque era la onda en ese momento. El tipo que cantaba en castellano era un grasa, cómo ibas a ser argentino, tenías que ser de mínima inglés. Nosotros tocábamos en inglés porque le rendíamos pleitesía a esa idiotez, hasta que empezamos a escuchar a otros tipos que pelaban una música hermosa, con un lenguaje que entendíamos perfectamente y además hablaba de nosotros mismos. Entonces dijimos "qué inglés ni qué inglés, cantemos en castellano".
Ricardo Soulé.

Uno de los primeros pasos fue un álbum grabado por Los Gatos Salvajes en 1965, con siete temas propios en español creados por Nebbia, un instrumental creado por Fogliatta y dos versiones (uno en inglés y otro en español). En 1966, Los Beatniks, de los cuales Moris y Martínez eran miembros, comenzaron a llevar al rock argentino en la lenta transición de simples imitadores a un estado musical más creativo. Formados en Villa Gesell, grabaron en español el que es considerado como su primer simple, con dos composiciones propias: «Rebelde» / «No finjas más».
Ese año, la revista estudiantil-adolescente Esta Generación, de un grupo de estudiantes secundarios del Nacional Buenos Aires, entre los que se encontraban Javier Arroyuelo, Silvio Ramaglia y Hernán Puyó, difundió una convocatoria del "poeta" Pipo Lernoud para realizar un encuentro juvenil en la plaza San Martín, de "todos los jóvenes con nuevas ideas y pelos largos", para el 21 de septiembre, Día del Estudiante.

## 1967-1976: La aparición del «rock nacional» argentino

### La Balsa

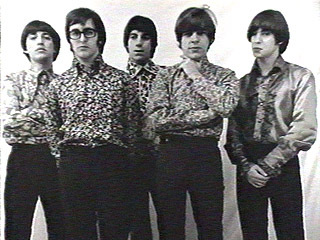
Los Gatos en 1967: De izquierda a derecha: Ciro Fogliatta (órgano), Alfredo Toth (bajo), Oscar Moro (batería), Litto Nebbia (voz, armónica y pandereta), Kay Galiffi (guitarra). La Balsa (1967) fue su primer simple, desatando una fiebre juvenil masiva por el beat en español.

El hito definitivo del beat argentino en castellano fue el grupo Los Gatos, banda que creó su propio material beat. Después de formarse como banda oficial de «La Cueva» a comienzos de 1967, la banda lanzó el 3 de julio un simple: "La Balsa", una canción compuesta por Tanguito y Lito Nebbia, en el Lado A y «Ayer nomás», en el Lado B. El disco fue un éxito masivo y vendió en torno a las 250.000 copias.

Escuchábamos generalmente música inglesa porque era lo único que se escuchaba. Hasta que empezó a aparecer Los Gatos, apareció La Balsa. La primera vez que la escuché en la radio me resultó bastante curiosa esa música. Y la empezamos a escuchar varias veces y por un contacto que teníamos conocimos a los Manal y ahí terminamos de enloquecer, porque no nos imaginábamos que se pudiera cantar blues así. Nosotros veníamos de escuchar a Palito Ortega y Leo Dan con todo lo que me gustaba... (Ricardo Soulé)

Charly García ha destacado la impronta personal de Litto Nebbia en la definición del estilo original del rock nacional argentino, diciendo que «sin Nebbia no hubiera existido Javier Martínez, ni Spinetta, ni yo». Litto Nebbia, el único que tenía estudios de música del núcleo inicial, estableció un estilo de rock moderno con resonancias sudamericanas -emparentado con la bossa nova- y fuerte vocación de masividad. Sin embargo, el éxito de La Balsa no llevó a un interés por parte de las discográficas y los medios de comunicación masiva de difundir el recién nacido estilo de música beat en castellano, llamado también a partir de la década de 1970 "música progresiva" o "rock nacional".
La difusión masiva entonces comenzó a ser realizada por medios propios. En 1968 se publicó el primer número de la revista de rock Pinap, y se fundó el primer sello discográfico argentino de rock: Mandioca. Fueron estas dos empresas las que impulsaron el proceso de masificación del beat en español, a través de artículos, reportajes e imágenes de los músicos y las bandas argentinas, en el primer caso, y discos en el segundo. Por otra parte, tanto Pinap como Mandioca comenzaron a organizar recitales cada vez más masivos.

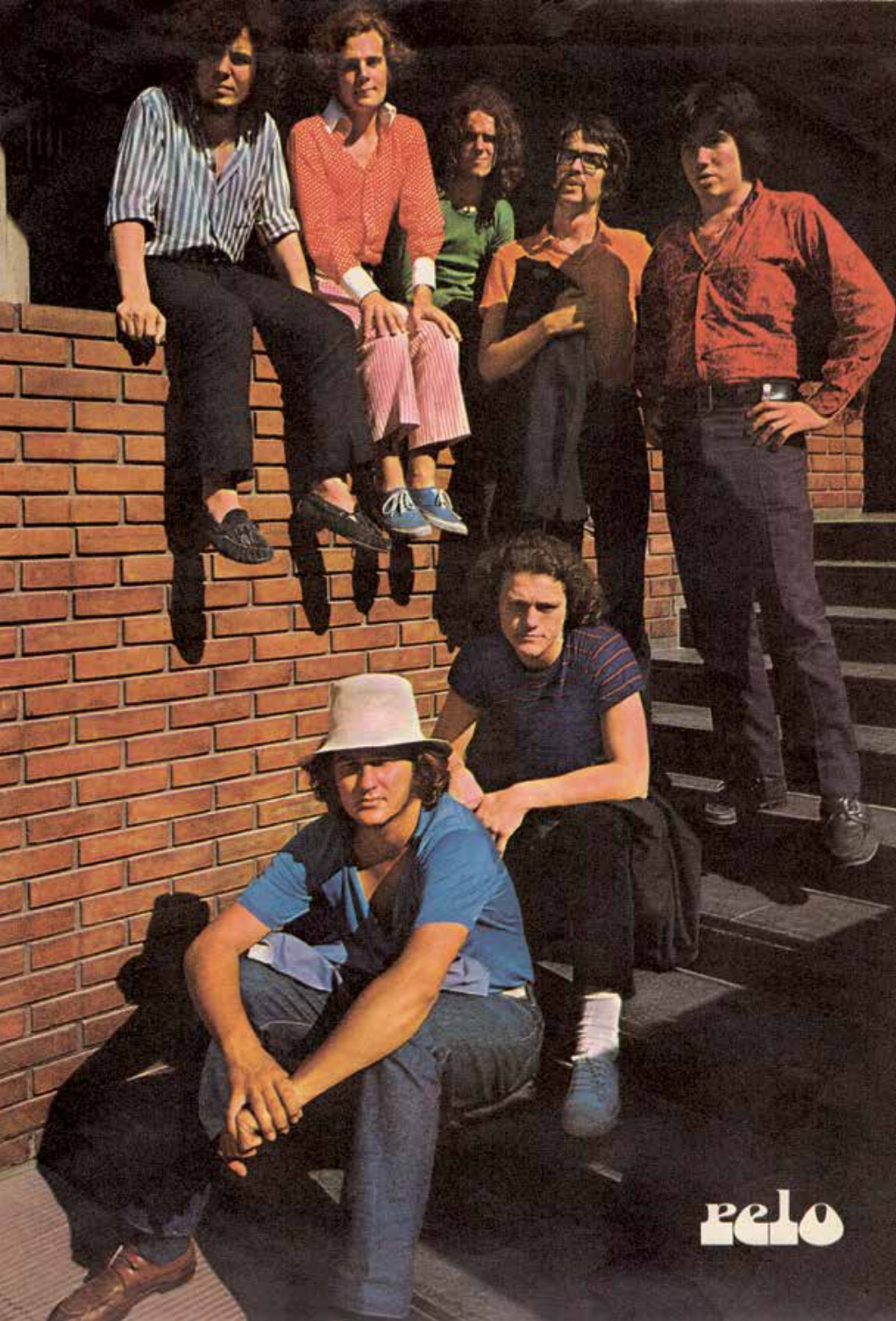
Almendra y Manal en un afiche de la revista Pelo, circa 1970. El éxito de Los Gatos en 1967 dio lugar a la aparición y éxito de ambas bandas a comienzos de la década de 1970. De esencia porteña, sintetizaban dos aspectos de Buenos Aires: uno más sofisticado y otro más tanguero. Sus fanáticos crearon una rivalidad entre ambas bandas al estilo de The Beatles y The Rolling Stones.

La revista Panorama relataba casi con desprecio el primer recital organizado por Mandioca el 12 de noviembre de 1968, en ocasión del lanzamiento inicial del sello:

Recital de canciones por Manal, Cristina Plate y Miguel Abuelo. Sobrevivientes de la tribu seudo-hippie de Plaza Francia, diezmada en parte hace un año por la tijera policial, numerosos jóvenes de sexos indefinidos con disfraz bohemio y algunos "notables" invitados especialmente, atestaron la sala Apolo durante la sesión inaugural de un ciclo auspiciado por "Mandioca", nuevo sello grabador capitaneado por el ahora barbado editor Jorge Álvarez y tres adolescentes de espíritu aventurero...
Una lánguida partidaria de este tipo de eventos explicó: "Nunca haremos nada importante. Sólo nos resta destacar nuestra insignificancia." Lo hacen tan bien, que el "arte" de aburrir tiene en ellos a sus estrellas máximas.

En 1968, La Joven Guardia, liderada por Roque Narvaja, obtiene un gran éxito con El extraño del pelo largo, que dos años después daría título a la película de Julio Porter, ambientada en el fenómeno del rock nacional.
En 1969 cuatro grandes festivales de la autodenominada “música beat” se llevaron a cabo: los conciertos June Sunday, Festival Nacional de Música Beat, Festival Pinap y Festival de Música Joven.
Durante este tiempo se formó Almendra, de Luis Alberto Spinetta —una de las bandas más importantes de esta etapa— y Manal, un exitoso grupo con orientación hacia el blues. Junto con Los Gatos, estas tres bandas son consideradas como la trilogía fundamental del rock argentino de fines de los 60. Sin embargo, ninguno de estos grupos tendría una historia muy larga; de hecho, muchas de estas bandas se disolvieron a principios de los años 70.
Almendra se separó en 1970. Spinetta formó entonces Pescado Rabioso, y los demás miembros Color Humano y Aquelarre. A principios de la nueva década, destacaron también Vox Dei, cuya mezcla de hard rock y melodías sutiles refrescó el movimiento. Su álbum La Biblia es uno de los discos definitivos de comienzos de la década.
Esta primera escena del rock argentino estuvo caracterizada por una gran cantidad de cambios en las formaciones de las bandas, y hasta intercambios de miembros entre ellas, o miembros de diferentes grupos formando agrupaciones nuevas.
A comienzos-mediados de los años ‘70 se produjo un recambio generacional, en donde la primera generación de bandas de rock argentino le pasaría el legado a una nueva camada de artistas que diversificaron aún más al rock argentino, tomando cada vez más independencia creativa del rock estadounidense e inglés.

### Rock acústico y rock pesado
A comienzos de los ‘70 se produjo la primera diversificación real del rock nacional. En realidad, la división se había producido un tanto antes, cuando algunas bandas comenzaron a tocar un rock más pesado; mientras que el mundo entraba a la época del heavy metal. Entre estas bandas estaban Pescado Rabioso, Vox Dei y Billy Bond y La Pesada del Rock and Roll. Pero de todas las bandas de heavy metal, Pappo's Blues se convertiría en la banda de metal y blues más influyente de su época, llegando a obtener reconocimiento en el exterior (y hasta tocando con B.B. King en la ciudad de Nueva York).

### El festival B.A. Rock
Por otro lado, el primer festival B.A Rock, organizado por la revista Pelo contó con varios de los artistas y bandas que encabezaron el movimiento acústico del rock: Gustavo Santaolalla formando Arco Iris; León Gieco y Roque Narvaja que combinarían el rock y el folk; Sui Generis y el comienzo de la carrera musical de Charly García; Raúl Porchetto y Pedro y Pablo, entre otras bandas. Estos grupos no solo se inclinaron hacia el folclore argentino en busca de inspiración, sino también hacia otros sonidos latinoamericanos.
La proliferación de estas bandas y su creciente popularidad, sumado al hecho de que a comienzos de la década se dio el auge del movimiento hippie en la Argentina, llevaron al acusticazo de 1972. En ese año también murió Tanguito, aplastado por un tren. La película Tango feroz se ambienta en ese momento, aunque con serias falsedades históricas. 1972 traería al Rock Argentino una ola de violencia en algunos recitales, como el que ocurrió en el Luna Park en octubre, cuando la policía irrumpió en un recital a reprimir. Billy Bond comenta que 

«Eran momentos de represión, eran momentos en que el sistema estaba apretando mucho, era una cosa muy pesada, el rock and roll, era una cosa absolutamente marginal, era una cosa que era de otro mundo y te trataban como si fueras guerrillero.»

Varias bandas de rock acústico ganaron popularidad, como Vivencia, Pastoral y Alma y Vida. El éxito del acusticazo llevó al rock argentino a una nueva era.
En 1972 aparece también Gabriela, la primera mujer del rock argentino, con una banda integrada por músicos como Edelmiro Molinari, Lito Nebbia, David Lebón y Oscar Moro, grabando un álbum que llevó su nombre en el que se destacaba el tema "La campesina del sol".
Mientras los años ‘70 avanzaban, el rock acústico continuó como uno de los estilos más populares en el país, con las bandas arriba mencionadas -y otras- dominando las listas y los gustos musicales. Y por primera vez en su historia, el rock argentino comenzó a aparecer en el exterior: Sui Generis y Pastoral ganaron cierta popularidad en otros países de Latinoamérica y el segundo grupo hasta llegó a editar un EP en Japón.
Destaca, en esta controvertida década, el primer documental sobre rock nacional que retrataba uno de los más populares festivales de música en la historia argentina: "Buenos Aires: Rock hasta que se Ponga el Sol"
Sui Generis
Sui Generis surge de la fusión de dos bandas acústicas juveniles, que se hacían escuchar en los colegios de Caballito, fundamentalmente en el Instituto Dámaso Centeno, en Av. Rivadavia 5500. Mientras cursaba la escuela secundaria, Charly García conoció a Carlos Alberto Mestre, «Nito». Junto a él y a Carlos Piegari, Beto Rodríguez, Juan Belia y Alejandro Correa formó Sui Generis, quedó convertido en un dúo.
Nito Mestre recuerda esos momentos previos al show: «Pensamos que era el final de un sueño, pero estábamos obligados a subir al escenario. Ya nos habíamos gastado la plata en cerveza y no podíamos devolver el cachet del que nos contrató. Entonces juntamos coraje y salimos, él con la guitarra criolla y yo con mi flautita. Yo estaba muerto de miedo, pero Charly me daba ánimo. No sé cómo pasó, pero a la gente le encantó».
Tras grabar "Vida" (1972) al estilo folk norteamericano, el grupo comenzó a crecer en popularidad. Con un piano «a la Elton John», como más tarde reconocería el propio Charly -, una flauta y una temática muy influenciada por Bob Dylan, trascendieron las fronteras de los roqueros, para instalarse como representantes de un grupo más amplio de la juventud. Su segundo disco, "Confesiones de Invierno" (1973), tenía un mejor sonido y más justeza instrumental, pero mantenía el estilo característico del grupo. Sui Generis ya estaba consolidado.
El 1974, para el tercero de sus discos, "Pequeñas Anécdotas sobre las Instituciones", Sui Generis se transforma en un cuarteto eléctrico, ya que se suman Rinaldo Rafanelli y Juan Rodríguez, en el bajo y la batería, respectivamente. Este profundo cambio - impulsado por el hastiado García - desconcertó al público y frenó un poco el increíble éxito del grupo. De todas formas, se rescatan temas como "Las Increíbles Aventuras del Señor Tijeras" y "Pequeñas Delicias de la Vida Conyugal".
El cuarto disco de Sui Generis se iba a llamar "Ha Sido" y sería básicamente instrumental, razón por la cual Mestre perdió interés. El desgaste, la censura, las interminables giras y la diferencia de gustos entre Nito y García llevaron a disolver la agrupación. Como broche de oro realizaron dos presentaciones en el Luna Park, el 5 de septiembre de 1975, con un lleno total y gente que quedó afuera. Un éxito inesperado hasta para ellos. Las 11 mil localidades puestas en venta se agotaron dos semanas antes del show. Decidieron agregar tres mil entradas más, que también desaparecieron de las boleterías rápidamente. Así se agregó una segunda función para la misma noche. En total: 25.600 espectadores. El recital se denominó "Adiós Sui Generis" y fue acompañado de un álbum doble y una película documental, ambos con el nombre del concierto.
A mediados de diciembre de 1980, Uruguay y Chile fueron testigos de la reunión de Sui Generis. En ese entonces, aprovecharon la ocasión para presentar el material nuevo de Charly y Nito con sus respectivos conjuntos. En Montevideo, ante 16.000 personas, Nito y su banda arrancaron con "Fusia" y "Toma dos Blues". A continuación entró Charly y juntos interpretaron "Confesiones de Invierno", "Mariel y el Capitán", "Natalio Ruiz", "Para quién canto yo, entonces", "El tuerto y los ciegos" y "Fabricante de mentiras". Más adelante, el resto de Serú reemplazó a la banda de Mestre, para hacer, entre otras, "No llores por mí, Argentina". Para finalizar, volvió Nito con su gente y todos rememoraron "Eiti-Leda" y "Rasguña las piedras". Una semana después, repitieron estos shows en Santiago de Chile.
En 1993, Nito publicó "Canta a Sui Generis", una recopilación que contenía los hits más importantes del dúo, pero con sonido de los '90. Con la producción de Daniel Grinbank, el disco tuvo bastante aceptación del público. García, que siempre había negado la posibilidad de reunirse con Nito para tocar juntos, reaccionó con indiferencia, aunque solo recién de una charla entre ambos se recompuso la relación, que se había vuelto tirante. "Con Nito y el disco de Sui está todo bien. Pero me hubiera gustado que me avisara antes y no cuando el proyecto estaba terminado" (Clarín, 24/08/93). A Charly no le molestaba tanto que haya grabado el disco, sino que Grinbank fuese su productor.
Finalmente, en el año 2000 se produjo el fugaz retorno. Primero, fue el disco "Sinfonía para adolescentes" y luego la presentación con un show en la Bombonera, el 7 de diciembre de ese año. Posiblemente como réplica a las críticas que consideraron el regreso como un hecho puramente comercial, el dúo organizó un show gratuito en el Parque Sarmiento, el sábado 13 de enero de 2001. Ambos shows fueron registrados por un estudio móvil y editados en un CD doble con el nombre de "Si - Detrás de las paredes", a través del sello Universal, además, incluyó algunas canciones grabadas en estudio.

### Adiós Sui Generis
Sui Generis, banda integrada por Charly García y Nito Mestre, comenzó a pasar de un rock clásico y acústico a un sonido más eléctrico y visceral. Paralelamente, en la escena underground argentina, había bandas nuevas con un sonido diferente del rock acústico y el pesado; influidas por un sonido acústico más experimental, el tango y el rock progresivo inglés. El rock progresivo argentino alcanzaría su pico de popularidad en 1975.
En ese mismo año, Charly García y Nito Mestre decidieron terminar con Sui Generis, dando dos conciertos despedida en el Luna Park el 5 de septiembre de 1975 ante 30.000 personas. Historiadores han llegado a ver a los conciertos despedida de Sui Generis como el final del período fundacional del rock argentino. Para entonces el rock nacional se había convertido en un género masivo, sobre todo entre los jóvenes de clase media.

### Epílogo
También, varias bandas argentinas dejarían el país e irían a Estados Unidos y Europa -sobre todo a España-, como Moris, Aquelarre, Roque Narvaja, Gustavo Santaolalla, Gabriela, Edelmiro Molinari y Crucis. La dictadura franquista en España estaba casi en su final, y el rock español se encontraba en su infancia, con bandas como Triana, Tequila y Asfalto. En España, los grupos de rock componían sus canciones principalmente en idioma inglés y no fue hasta la llegada de bandas argentinas y sus canciones en castellano que las agrupaciones locales empezaron a componer en su propio lenguaje; cambiando por siempre el desarrollo de la música rock en España.
El período clásico del rock argentino estaba casi finalizado hacia 1976. A partir de ese tiempo, pasó a una mayor sofisticación, experimentación y una música más conceptual. Sin embargo, unas pocas bandas acústicas como Pastoral y Nito Mestre y Los Desconocidos de Siempre seguirían teniendo éxito. Entre 1975 y 1977 brilló Crucis, que en un primer momento se llamó Vía Crucis pero sus miembros prefirieron acortar el nombre por razones tanto prácticas como pragmáticas (evitar problemas con la Iglesia), con un rock sinfónico, y virtuoso, sobre todo con su segundo álbum Los delirios del mariscal, considerado en 2007 por la revista Rolling Stone y la cadena MTV como el #76 entre los cien mejores del rock argentino. En este estilo de Crucis, aunque un poco más influenciado por una línea más dura, también podemos mencionar a los no menos virtuosos El Reloj, banda pionera del arte del videoclip, ya que registraron en 1975 uno muy interesante por los efectos de imagen con la tecnología de la época para su tema "Alguien más en quien confiar", anticipando lo que proliferó con este género audiovisual en la década siguiente, para acompañar los cortes promocionales de los álbumes con lanzamiento comercial.

Hasta donde tengo yo entendido, la Argentina fue el primer lugar donde hubo un movimiento sólido y una consistencia a través de los años y respuesta del público. En un ambiente muy hostil porque se desarrolló en plena época de los militares. Entonces eso fue tema de discusión y tema de estudio. Es tema de estudio el por qué, siendo tan evidente el grito de libertad del roquero de la década de los '70s, en un medio tan hostil, cómo pudo sobrevivir si lo más lógico era que los pasaran por la máquina a todos. Y sin embargo no fue así...(Ricardo Soulé)

En la década de 1980, el rock argentino vería entrar una nueva generación de adolescentes con nuevas ideas sobre el rol de los jóvenes en las democracias postdictatoriales que comenzaban a aparecer en Iberoamérica. Entre ellos se destacarían Soda Stereo, Miguel Mateos/ZAS y Virus, que haciendo pie en la Argentina, sería el factor determinante para el nacimiento de un nuevo movimiento, ahora continental, el del rock latino o iberoamericano. También Sumo y Patricio Rey y sus Redonditos de Ricota que luego se convertirían en los grupos que "revolucionaron" el Rock Argentino.
En la década de 1990 se sumaron bandas como Bersuit Vergarabat, Divididos, Las Pelotas (estas últimas fueron a fines de los 80 debido a la muerte de Luca Prodan), Catupecu Machu, Kapanga, Los Fabulosos Cadillacs, La Renga, entre otras.

## Canciones destacadas del rock argentino
- La balsa (1967)
- Muchacha (Ojos de papel) (1969)
- Presente (El momento en que estás) (1970)
- Mañana campestre (1971)
- Rasguña las piedras (1973)

## Citas
Creo que es un tiempo en el que se rompieron algunos esquemas. Antes era impensado que vos grabaras con músicos de rock, alguna gente que lo hizo, Mercedes, León, hace mucho tiempo, aisladamente, incluso yo también grabe con músicos de otros rubros, pero eran cosas aisladas. Ahora parece que se da con mas naturalidad, vos escuchas un disco de la Bersuit y escuchas un huayno con Jaime Torres y van a conciertos de rock, y hacen esta cosas que se llama “pogo” -me entero por mis nietos- bailando el huayno como hacen ellos. (Teresa Parodi; Entrevista de Agustín M. Beccar Varela y Paola De Senzi, para FolkloreCLUB, Junio de 2005)